# سیارک ۲۶۳۹
سیارک ۲۶۳۹ (به انگلیسی: 2639 Planman، نامگذاری:1940GN) دو هزار و ششصد و سی و نهمین سیارک کشف شده‌است که در ۹ آوریل ۱۹۴۰ کشف شد.
قدر مطلق سیارک برابر ۱۲٫۹۰ است.